# Маньяк (телесериал)
«Манья́к» (англ. Maniac) — американский телесериал в жанре чёрной комедии, снятый Кэри Фукунагой для платформы Netflix. Главные роли исполняют Джона Хилл и Эмма Стоун. Телесериал основан на одноимённом комедийном сериале 2014 года, созданном норвежскими авторами Эспеном П. А. Лервогом и Хоконом Бастом Моссиге.

## Сюжет
Двенадцать добровольцев, в том числе Оуэн Милгрим (#1) и Энни Ландсберг (#9), решили принять трёхдневное участие в тестировании нового фармацевтического препарата Biotech, созданного лабораторией доктора Джеймса Мантлерэя Neberdine Pharmaceutical. Врач утверждает, что, приняв несколько таблеток его средства, можно исцелить как физическое, так и психическое отклонение. Оуэн, пятый сын богатых нью-йоркских промышленников, всю свою жизнь боролся со спорным диагнозом шизофрения. Энни страдает от бесцельного существования, постоянно зациклена на разорванных отношениях со своей матерью и сестрой. Обещание нового, радикального вида лечения привлекает их к эксперименту, который, как они уверены, без каких-либо осложнений и побочных эффектов позволит сразу разрешить все их проблемы навсегда.

## В ролях

### Основной состав
- Джона Хилл — Оуэн Мильгрим
- Эмма Стоун — Энни Ландсберг
- Соноя Мидзуно — доктор Фудзита
- Джастин Теру — доктор Джеймс Мантлерэй
- Салли Филд — доктор Грета Мантлерэй
- Гэбриэл Бирн — Портер Мильгрим

### Второстепенный состав
- Джулия Гарнер — Элли
- Джемайма Кёрк — Аделаида
- Билли Магнуссен — Джед Мильгрим

## Производство
«Маньяк» был заказан 23 января 2016 года. В октябре 2016 года Патрик Сомервилль был назначен сценаристом сериала. Съёмки проходили с 15 августа по ноябрь 2017 года. Сериал снимали на локациях в городе Нью-Йорк.

## Список эпизодов
| №  | Название                                                    | Режиссёр      | Автор сценария                      | Дата премьеры    |
| -- | ----------------------------------------------------------- | ------------- | ----------------------------------- | ---------------- |
| 1  | «Избранный!» «The Chosen One!»                              | Кэри Фукунага | Патрик Сомервиль                    | 21 сентября 2018 |
| 2  | «Ветряные мельницы» «Windmills»                             | Кэри Фукунага | Патрик Сомервиль                    | 21 сентября 2018 |
| 3  | «Какой чудесный день» «Having a Day»                        | Кэри Фукунага | Патрик Сомервиль и Кэролайн Уильямс | 21 сентября 2018 |
| 4  | «Меха от Себастьяна» «Furs by Sebastian»                    | Кэри Фукунага | Патрик Сомервиль и Ник Кьюз         | 21 сентября 2018 |
| 5  | «Совсем как ты» «Exactly Like You»                          | Кэри Фукунага | Патрик Сомервиль и Маурисио Кац     | 21 сентября 2018 |
| 6  | «Серьезные структурные проблемы» «Larger Structural Issues» | Кэри Фукунага | Патрик Сомервиль и Ник Кьюз         | 21 сентября 2018 |
| 7  | «Это не учебная тревога» «Ceci N'est Pas Une Drill»         | Кэри Фукунага | Амелия Грей и Даниэль Хендерсон     | 21 сентября 2018 |
| 8  | «Облачное озеро» «The Lake of the Clouds»                   | Кэри Фукунага | Маурисио Кац и Ник Кьюз             | 21 сентября 2018 |
| 9  | «Утангатта» «Utangatta»                                     | Кэри Фукунага | Патрик Сомервиль                    | 21 сентября 2018 |
| 10 | «Вариант C» «Option C»                                      | Кэри Фукунага | Патрик Сомервиль и Кэри Фукунага    | 21 сентября 2018 |

## Критика

### Отзывы
Телесериал получил в целом положительные отзывы кинокритиков. На сайте Rotten Tomatoes фильм имеет рейтинг 84 % на основе 95 рецензий со средним баллом 7,63 из 10. На сайте Metacritic фильм имеет оценку 76 из 100 на основе 24 рецензий критиков, что соответствует статусу «в целом положительные отзывы».

### Награды и номинации
| Награды и номинации               | Награды и номинации | Награды и номинации                               | Награды и номинации | Награды и номинации | Награды и номинации |
| Награда                           | Год                 | Категория                                         | Номинант | Результат           | Прим.               |
| --------------------------------- | ------------------- | ------------------------------------------------- | --- | ------------------- | ------------------- |
| Гильдия продюсеров Америки        | 2019                | Лучший продюсер телесериала                       | Патрик Сомервиль, Кэри Фукунага, Майкл Шуга, Даг Уолд, Джона Хилл, Эмма Стоун, Пол Кристиансен,Энн Колбьернсен, Espen Huseby, Кэрол Кадди, Маурисио Кац, Кэролин Уильямс, Эшли Залта, Джессика Левин и Джон Маллард | Номинация           | [ 9 ]               |
| Премия Гильдии киноактёров США    | 2019                | Лучшая женская роль в телефильме или мини-сериале | Эмма Стоун | Номинация           | [ 10 ]              |
| Art Directors Guild Awards        | 2019                | Лучший дизайнер в телефильме или мини-сериале     | Алекс Диджерландо | Номинация           | [ 11 ]              |
| Directors Guild of America Awards | 2019                | Лучший режиссёр в телефильме или мини-сериале     | Кэри Фукунага | Номинация           | [ 12 ]              |
| Премия Гильдии сценаристов США    | 2019                | Телевидение: Длинная форма — адаптация            | Ник Кьюз, Кэри Фукунага, Амелия Грэй, Даниэль Гендерсон, Маурисио Кац, Патрик Сомервиль и Кэролин Уильямс | Номинация           | [ 13 ]              |
| Премия «Спутник»                  | 2019                | Лучшая женская роль — мини-сериал или телефильм   | Эмма Стоун | Номинация           | [ 14 ] [ 15 ]       |